# Петрушенко Віктор Леонтійович
Віктор Леонтійович Петрушѐнко (нар. 1 серпня 1946, Черкесовське, Новоаннинський район Волгоградської області) — український науковець, доктор філософських наук, професор, професор кафедри філософії Інституту гуманітарних та соціальних наук Національного університету «Львівська політехніка».

## Наукова робота
У 1979 році захистив кандидатську дисертацію на тему «Співвідношення соціального та гносеологічного у конституюванні знання» (м. Львів).
У 1986 році отримав вчене звання доцента по кафедрі філософії
У 2003 р. — захистив докторську дисертацію на тему «Знання як форма зв'язку свідомості і буття» (м. Одеса).
У 2005 р. — отримав вчене звання професора по кафедрі філософії
З 2002 до 2017 року завідував кафедрою філософії Національного університету «Львівська політехніка»
з 2021 року — викладач Львівської Православної Богословської Академії

### Наукові інтереси
Наукові інтереси: історія світової філософії під кутом зору виявлення в ній людських екзистенціальних та пізнавальних можливостей.

### Основні праці
- Знання як форма зв'язку свідомості і буття [Текст]: автореф. дис… д-ра філос. наук: 09.00.02 / Петрушенко Віктор Леонтійович ; Одеський національний ун-т ім. І. І. Мечникова. — О., 2003. — 36 с.
- Епістемологія як філософська теорія знання [Текст] / В. Л. Петрушенко ; Державний ун-т «Львівська політехніка». — Л. : Вид-во Держ. ун-ту «Львівська політехніка», 2000. — 296 с. — Бібліогр.: с. 287—293. — ISBN 966-553-075-5
- Основи філософських знань [Текст]: навч. посібник для студ. вищих закл. освіти І-ІІ рівнів акредитації / В. Л. Петрушенко. — К. : Каравела ; Л. : Новий Світ-2000, 2002. — 296 с. — (Вища освіта в Україні). — Бібліогр.: с. 281—291. — ISBN 966-95596-03-2 «Каравелла». — ISBN 966-7827-19-4 «Новий світ-2000»
- Релігієзнавство [Текст]: навч. посіб. для студ. усіх напрямів підгот. / І. М. Сурмай [та ін.] ; ред. І. М. Сурмай ; Національний ун-т «Львівська політехніка». — Л. : Видавництво Національного ун-ту «Львівська політехніка», 2004. — 339 с. — Бібліогр.: в кінці розд. — ISBN 966-553-418-1
- Етика та естетика [Текст]: навч. посіб. для студ. усіх напрямів підгот. / В. Л. Петрушенко [та ін.] ; ред. В. Л. Петрушенко ; Національний ун-т «Львівська політехніка». — Л. : Видавництво Національного ун-ту «Львівська політехніка», 2006. — 251 с. — Бібліогр.: в кінці тем. — ISBN 966-553-569-2
- Тлумачний словник основних філософських термінів [Текст] / В. Л. Петрушенко ; Національний ун-т «Львівська політехніка». — Л. : Видавництво Національного ун-ту «Львівська політехніка», 2009. — 264 с. — ISBN 978-966-552-828-8
- Філософія знання: онтологія, епістемологія, аксіологія [Текст]: монографія / В. Л. Петрушенко ; Національний ун-т «Львівська політехніка». Кафедра філософії. — Л. : Ахілл, 2005. — 320 с. — ISBN 966-7617-88-2
- Філософія [Текст]: навч. посіб. / [В. Л. Петрушенко та ін.] ; Нац. ун-т «Львів. політехніка». — 2-ге вид., допов. і переробл. — Л. : Вид-во Львів. політехніки, 2013 . Ч. 1 : Історія світової філософії. — 2013. — 170 с. : табл. — Бібліогр. в кінці тем. — 300 экз. — ISBN 978-617-607-452-6
- Філософія [Текст]: навч. посіб. / [В. Л. Петрушенко та ін.] ; Нац. ун-т «Львів. політехніка». — 2-ге вид., допов. і переробл. — Л. : Вид-во Львів. політехніки, 2013 . Ч. 2 : Історія української філософії. Фундаментальні проблеми сучасної філософії. — 2013. — 158 с. : табл. — Бібліогр. в кінці тем. — 300 экз. — ISBN 978-617-607-447-2
- Філософський словник: терміни, персоналії, сентенції [Текст]: / В. Л. Петрушенко. — Львів: «Магнолія-2006», 2011. — 352 с.
- Філософія (Вступ до курсу, історія світової та української філософії, фундаментальні проблеми сучасної філософії): навч. посібник. — Львів: Видавництво Львівської політехніки, 2014. — 596 с. — ISBN 978-617-607-583-7
- Філософія і методологія науки: навч. посібник. — Львів: Видавництво Львівської політехніки, 2016. — 184 с. — ISBN 978-617-607-915-6
- Иов, или о человеческом самостоянии (исследования, эссе, размышления) [Текст] / В. Л. Петрушенко. — Львов: Новый свит-2000, 2008. — 340 с.
- Начала метафизики (Обзор истории и проблематики) [Текст] / В. Л. Петрушенко. — Днепропетровск: «ФЛП Середняк Т. К.», 2014. — 320 с. — ISBN 978-617-7257-12-6
- Ностальгия по абсолютному (Философский контекст кинотворчества Андрея Тарковского) [Текст] / В. Л. Петрушенко. — Киев: Библиотека журнала «Самватас», 1995. — 192 с.
- Ностальгия по абсолютному. Философский контекст кинотворчества Андрея Тарковского. — Дюссельдорф: Lambert Academic Publishing, 2017. — 266 с. — ISBN 978-620-2-06558-0
- Человек, взыскующий бытие (Три разговора на важнейшие темы). — Львов: «Магнолия-2006», 2019. — 180 с. — ISBN 978-617-574-130-6
- Гносеологія та епістемологія: Навчальний посібник. - Львів: "Новий світ-2000", 2018. - 202 с. - ISBN 978- 617-7519-14-9
- Психологічна онтологія (досвід побудови нетрадиційної онтології): Монографія [Текст] - Львів: "Новий світ-2000", 2020. - 116 с. - ISBN 978- 617-7519-40-8
- Філософія і методологія науки. - Навчальний посібник. Видання 2-ге, виправлене і доповнене. - Львів: "Новий світ-2000", 2021. - 200 с. -  - ISBN 978- 617-7519-71=2
- Філософська пропедевтика (Декілька етюдів про філософію). Посібник для самостійної роботи. - Львів: "Новий світ-2000", 2021. - 236 с. -  - ISBN 978- 617-7519-73-6
- Епістемологія релігії: Новчальний посібник. - Львів: Град Лева, 2022. - 220 с. -  - ISBN 978- 617- 95253-1-5